# Картон

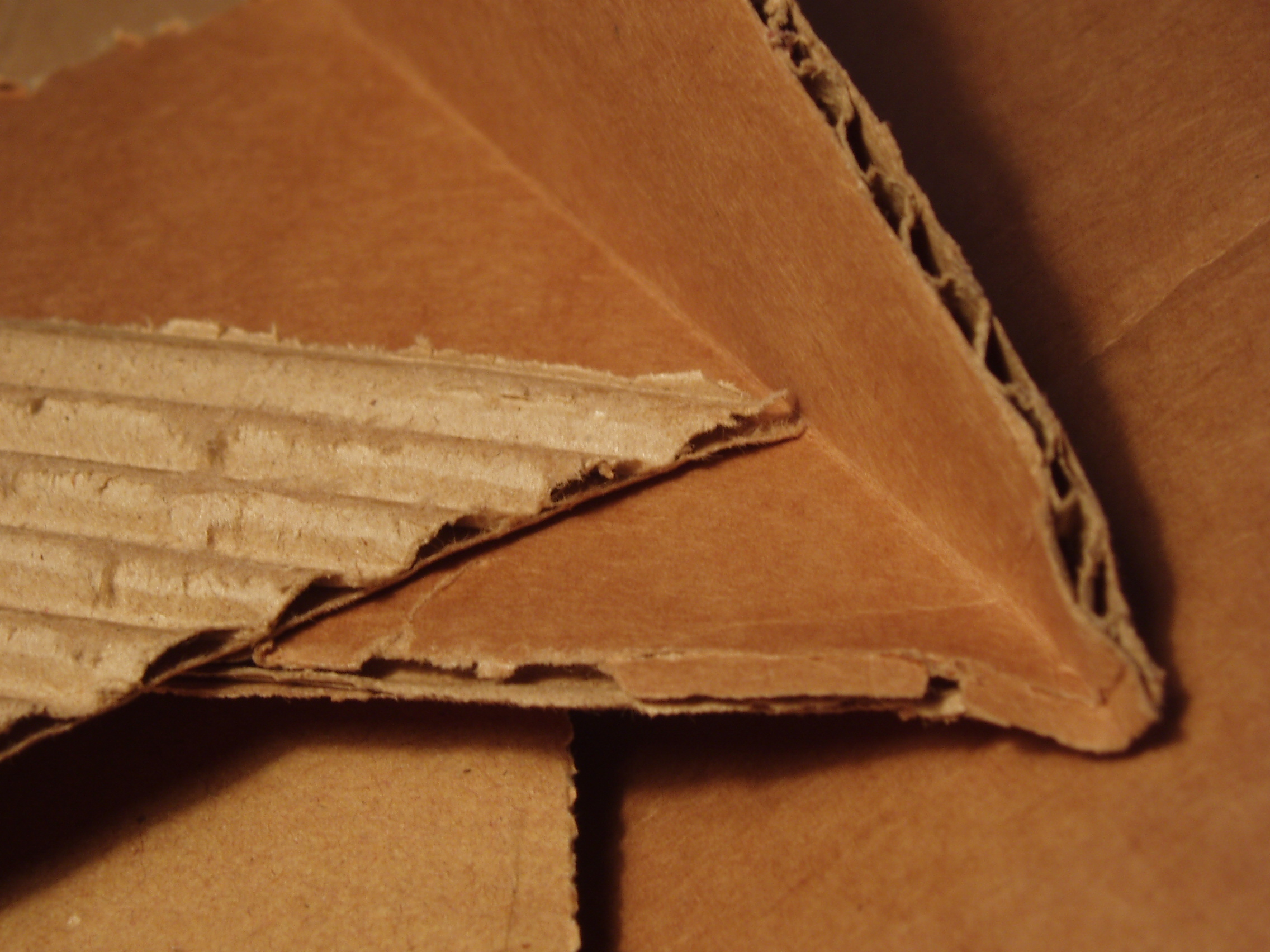
Упаковочный трёхслойный гофрокартон

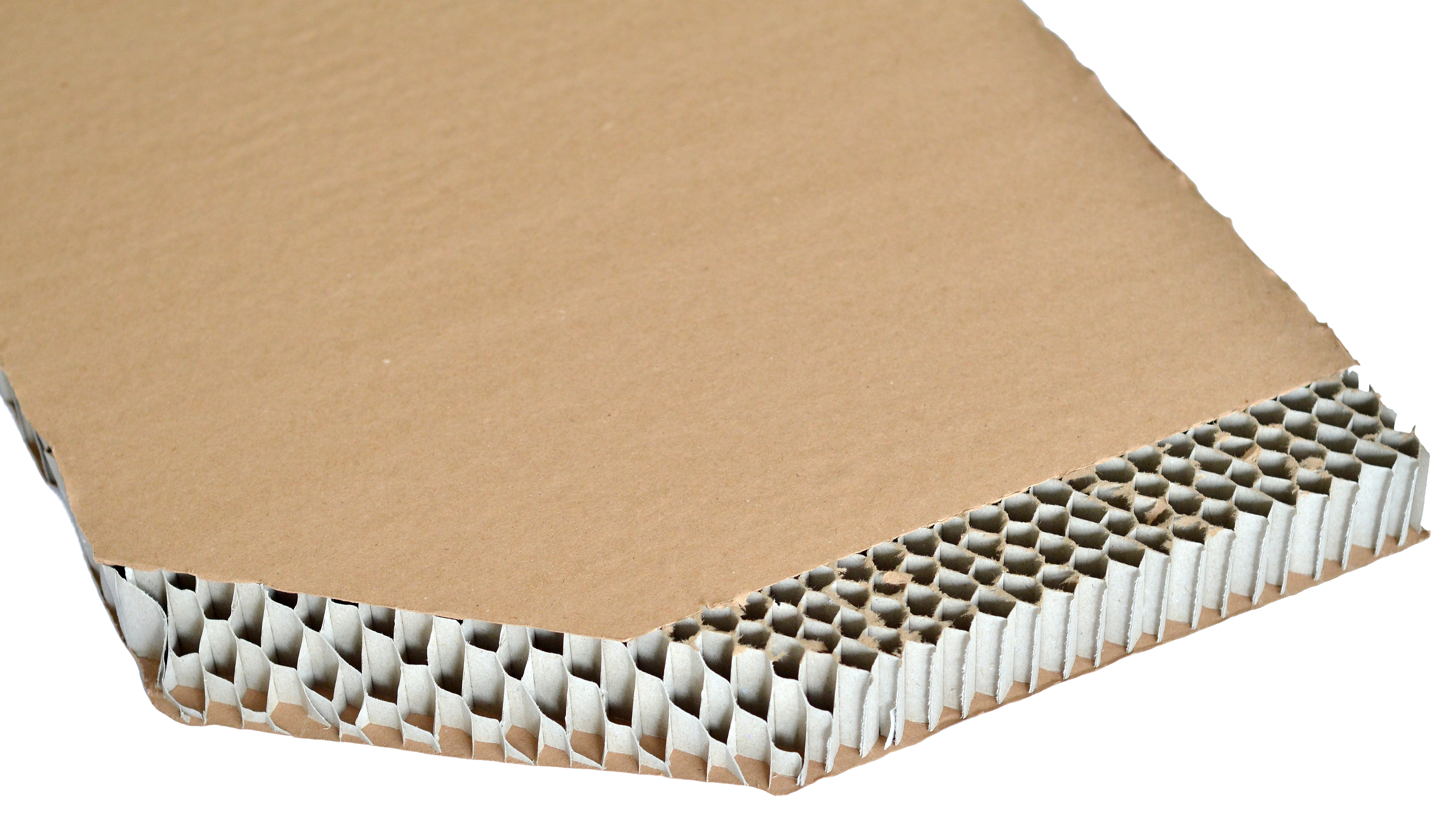
Картон с сотовым наполнением

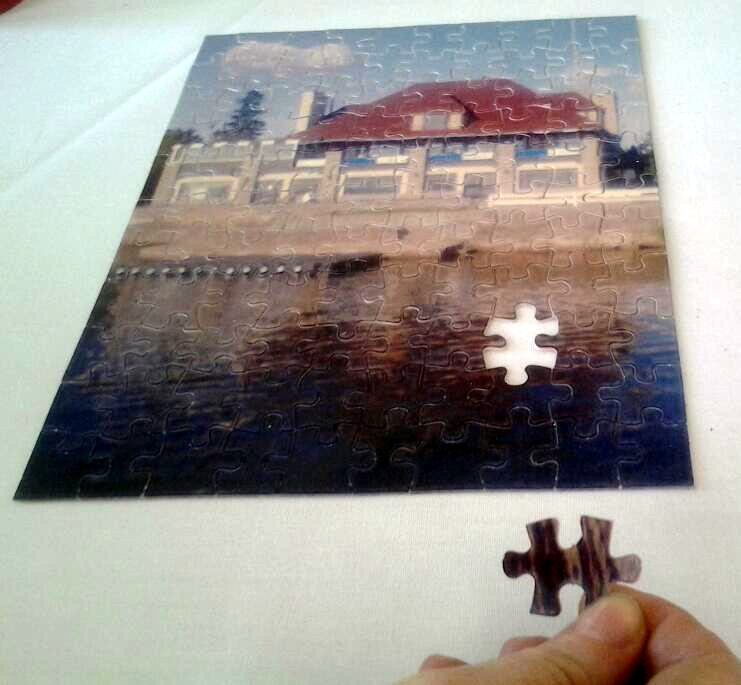
Пазлы, изготовленные из картона

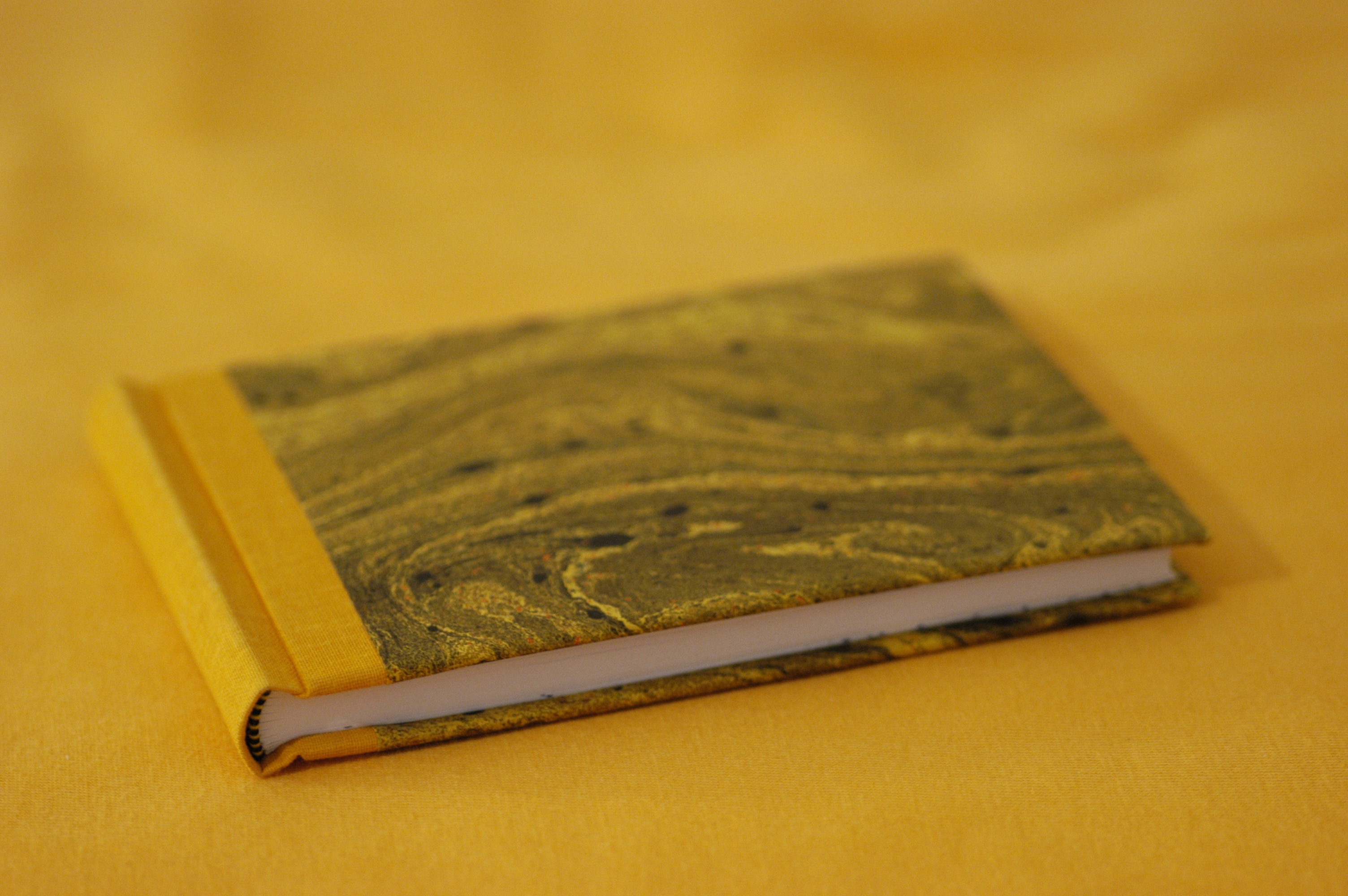
Картонная обложка книги

Кодовый символ чисто бумажного картона, указывающий на то, что картон может быть вторично переработан

Карто́н (фр. carton от итал. cartone ← carta «бумага») — вид плотной бумаги.

## Современные сведения о картоне
Чёткой границы между бумагой и картоном нет. Согласно ГОСТ, бумагой называется «материал с массой квадратного метра до 250 г, состоящий преимущественно из растительных волокон, связанных между собой силами поверхностного сцепления, в котором могут содержаться проклеивающие вещества, минеральные наполнители, химические и натуральные волокна, пигменты и красители». Картоном, в свою очередь, называют «материал, состоящий преимущественно из растительных волокон, отличающийся от бумаги большей толщиной и массой квадратного метра». По немецкой классификации, картоном считается бумага с массой 1 м2 более 150 г.
https://nsportal.ru/npo-spo/informatika-i-vychislitelnaya-tekhnika/library/2018/05/22/kos-razrabotka-i-administrirovanie
По назначению картон делят на упаковочный, полиграфический, строительный, технический, многослойный и др.
При производстве картона основные технологические операции — размол, отлив, прессование и сушка — принципиально не отличаются от операций при производстве бумаги. Но в качестве сырья для производства картона чаще используют вещества с более грубыми и жёсткими волокнами — бурую древесную массу, полуцеллюлозу, сульфатную целлюлозу и макулатуру.
Картон бывает однослойным и многослойным. Внутренние слои многослойного картона обычно отливают из более дешёвых композиций, наружные слои — из более прочного и дорогого волокна.
Основными характеристиками картона являются: граммаж (масса 1 м2), толщина, влажность. К числу специальных технических показателей относятся: впитывающая способность, электроизоляционные свойства, деформация при увлажнении и высушивании и др.

## Виды картона

### Классификация по сфере применения
По сфере применения различают три вида картона:
- упаковочные;
- полиграфические;
- дизайнерские.

Упаковочный картон применяется для изготовления тары и упаковки, что определяет основные требования к материалу: высокая жёсткость, каркасность, барьерные свойства, прочность.
Структура упаковочного картона включает несколько слоев:
- нижний — производится из качественного сырья (беленая целлюлоза, небеленая целлюлоза, древесная масса, макулатура).
- средний — толстый слой, производится из дешёвого сырья (макулатура, механическая масса, небеленая целлюлоза, отходы производства);
- верхний — производится из качественного сырья;
- мелованный — в основном один или два слоя мелования.

Использование более дешёвого сырья в среднем слое позволяет сохранить требуемые барьерные свойства картона, снизив его стоимость.
Полиграфический картон используется в полиграфии для производства многоцветной продукции, требующей высокого качества печати: папки, брошюры, дорогая подарочная упаковка и т. д. Этот тип картона не должен обладать такой жёсткостью, как упаковочный. В первую очередь он отличается высоким качеством печати, благодаря наружному мелованному слою или двустороннему мелованию.
Пищевой картон применяется для изготовления одноразовой посуды: тарелки, подносы, стаканы и т. д. В основном идёт мелованный, фольгированный и ламинированный.
Электротехнический картон — каландрированный многослойный картон с высокими показателями механической и электрической прочности, используется для электроизоляции деталей электрических машин и приборов.

### Классификация по способу производства

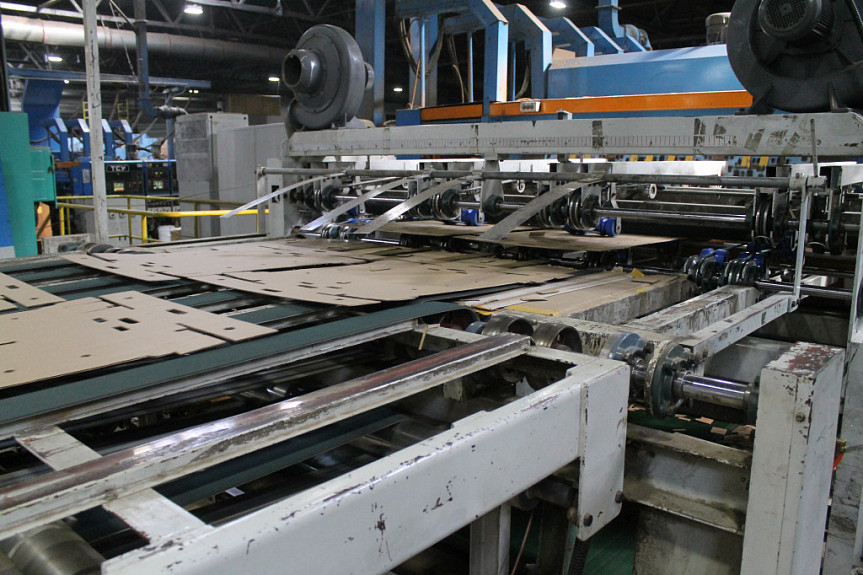
Производство упаковочного картона. Селенгинский целлюлозно-картонный комбинат. Бурятия, Россия

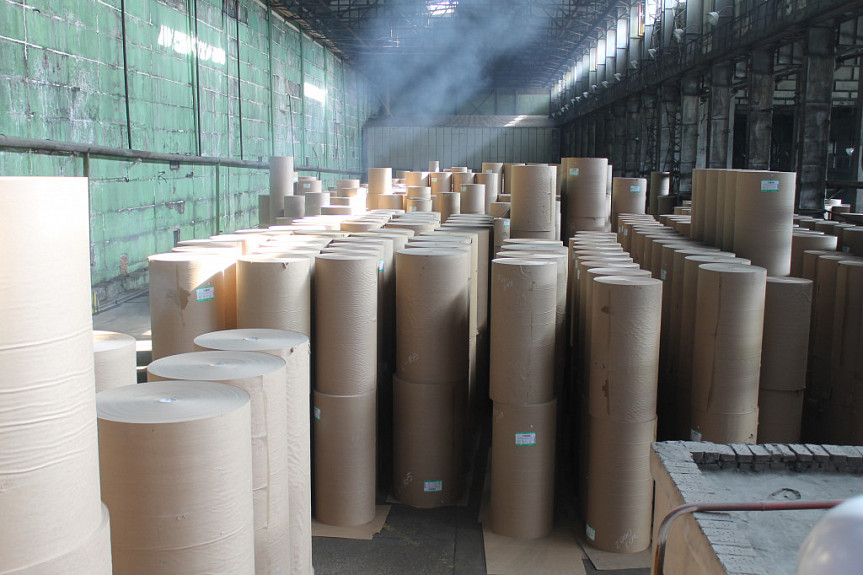
Склад готовой продукции. Селенгинский целлюлозно-картонный комбинат

По способу производства картона выделяют следующие виды:
- SBB (SBS)
- SUB
- FBB
- WLC

SBB (SBS) — чистоцеллюлозный мелованный картон из белёной целлюлозы. Состоит из 2—4 слоев. Как правило, и «лицевая», и оборотная стороны — мелованные.
Такой картон обладает средним удельным весом и наилучшими печатными свойствами.
SBB-картон применяют для изготовления упаковки дорогой парфюмерной, табачной и пищевой продукции.
SUB — чистоцеллюлозный мелованный картон из небелёной целлюлозы. Оборотная сторона этого вида картона также именуется «крафт-оборотом», так как имеет коричневой окрас.
Основная область применения: упаковка замороженных и охлаждённых продуктов, моющих средств, злаков, обуви, игрушек, кейсы для безалкогольных напитков и т. д.
FBB — коробочный картон или хром-эрзац, предназначенный для изготовления складной тары. Состоит из 3—4 слоев. Верхний и нижний слои изготавливаются из белёной целлюлозы, средний — из механической массы. Покрытие наносится на верхний слой, нижний в зависимости от толщины и непрозрачности имеет цвет от кремового до белого.
Материал обладает низким удельным весом и высокой жёсткостью. Чаще всего применяется в индустрии здоровья и красоты, кондитерской, фармацевтической и табачной промышленности, а также для упаковки замороженных или охлаждённых продуктов.
WLC состоит из 3—4 слоев, содержащих не менее 60 % макулатурной массы.
Верхний слой, как правило, состоит из макулатуры высшего качества.
Из WLC картона изготавливают упаковку для замороженных или охлаждённых продуктов, злаков, обуви, игрушек и т. д. Но данное сырьё не допускается к непосредственному контакту с пищевыми продуктами.

## Технология производства

### На конецXIX века
Картонная масса из чана с мешалкой, пройдя черпаки и песочник, вливается в узлоуловитель на медную, с продолговатыми щелями доску, получающую сотрясение в вертикальном направлении от вращающегося валика с кулачками; из узлоуловителя масса течёт в резервуар с сетчатым барабаном; поверхность этого сетчатого, вращающегося цилиндра делается из латунной ткани, поддерживаемой латунными кольцами, насаженными с помощью радиальных спиц на горизонтальный железный вал цилиндра. В кольцах по оси имеются в небольших промежутках выемки, в которые прикреплены продольные медные бруски для образования первой поверхности цилиндра с узкими длинными отверстиями. На эти бруски натягивается крупноячеистое металлическое полотно сетки, служащее подкладкой для тонкой и более частой металлической ткани. С одного конца сетчатый цилиндр закрыт металлической сеткой, а с другого — открыт.
При постоянном притоке бумажной массы в резервуар происходит, соответственно величине цилиндра, разница в высоте уровня массы и точки вытекания воды из цилиндра; от давления, производимого этой разностью в высоте, масса стремится к сетчатому цилиндру и отлагается на сетчатой поверхности, а вода стекает внутрь цилиндра и отводится. Масса в резервуаре находится приблизительно на половине диаметра цилиндра; масса оседает на поверхности вращающегося барабана и, вследствие присасывания, отлагается в форме тонкого сырого листа. Для устранения осаждения массы в резервуар в нём имеются мешалки с приводными шкивами.
Отложившийся на вращающемся цилиндре лист перемещается на вал c с бесконечным суконным полотном. Бесконечная бумажная лента на суконном полотне переходит на вал d, где она в виде сырого листа навёртывается на барабан. Этот навивающий барабан медный, полый, на его поверхности есть две неглубокие продольные бороздки, назначение которых состоит в том, чтобы часть листа, находящаяся на них, не могла бы выжиматься и уплотняться надавливанием верхнего вала, а потому эти части листа легко разрываются руками рабочего. Когда на этот барабан накатывается лист папки требуемой толщины, тогда рабочий разрывает этот лист руками по длине барабана и выходит сырой лист — папки, или картон. Для указания времени съёма листов с барабана прикреплена к оси этого цилиндра планка, двигающаяся около другой, разделённой на части.
Снятые с барабана сырые листы картона, партиями по 30 листов, проложенные железными листами, сжимаются в гидравлическом прессе. Толщина папочного листа обусловливается густотой массы, скоростью хода машины и количеством слоёв, образующих лист. Формат листа в зависимости от поперечника вала или барабана d, который сменяют, причём длина постоянная, определяемая шириной полотна машины и шириной цилиндра b; ширина же листа зависит от диаметра барабана d и равна окружности этого вала.
Картон сушится на воздухе или в сушильне; при сушке картона на воздухе летом, под навесом, его развешивают на верёвках, укрепляя деревянными щипчиками, или же картон раскладывают на рамах. Сушильни для картона состоят из больших камер, отапливаемых калориферами. Картон, высушенный на воздухе или в сушильнях, выходит в виде скоробившихся листов, а потому его выглаживают вальцеванием (сатинированием).
Сатинировка картона заключается в пропуске между валами партий, положенных железными (или цинковыми) листами; картон пропускается несколько раз между валами, придавая валам попеременное движение взад и вперед. Папка выделывается длиной до 30 и более арш. и от 13 до 22 врш. шир.

### Современность
- Золочевская картонажная фабрика
- Первая картонажная фабрика (г. Гусев)